# Apozomus sauteri
Apozomus sauteri är en spindeldjursart som först beskrevs av Kraepelin 1911.  Apozomus sauteri ingår i släktet Apozomus och familjen Hubbardiidae. Inga underarter finns listade i Catalogue of Life.